# Trail of the Ancients
Le Trail of the Ancients est une route américaine dans le comté de Montezuma, au Colorado, et le comté de San Juan, en Utah. Long de 480 milles, il est classé National Scenic Byway. Il traverse notamment le Bears Ears National Monument et le Canyons of the Ancients National Monument.